# Molohiv, Berejanî
Molohiv (în ucraineană Молохів) este un sat în comuna Kotiv din raionul Berejanî, regiunea Ternopil, Ucraina.

## Demografie
Componența lingvistică a localității Molohiv
     Ucraineană (100%)
Conform recensământului din 2001, toată populația localității Molohiv era vorbitoare de ucraineană (100%).